# 193 (số)
193 (một trăm chín mươi ba) là một số tự nhiên ngay sau 192 và ngay trước 194.